# 197년

## 연호
- 후한(後漢) 건안(建安) 2년

## 기년
- 후한(後漢) 헌제(獻帝) 9년
- 신라(新羅) 내해 이사금(奈解泥師今) 2년
- 고구려(高句麗) 고국천왕(故國川王) 19년 / 산상왕(山上王) 원년
- 백제(百濟) 초고왕(肖古王) 32년

## 사건
- 음력 1월, 내해 이사금, 시조묘를 뵈었다.
- 고구려, 고국천왕 세상을 떠남.  신대왕의 3남 발기가 역모를 꾸미다 처형당함. 이를 진압한 신대왕의 4남 연우가 왕의 자리에 오름.

## 사망
- 고구려(高句麗) 9대 국왕 고국천왕(故國川王)
- 전위

## 참고 문헌
- 김부식 (1145), 《삼국사기》 〈권2〉 내해 이사금 조(條)